# Eremohadena mariana
Eremohadena mariana is een vlinder uit de familie uilen (Noctuidae). De wetenschappelijke naam is voor het eerst geldig gepubliceerd in 1964 door Lajonquiere.
De soort komt voor in Europa.